# Kurt Hamrin
Kurt Roland Hamrin (Estocolmo, 19 de novembro de 1934 – Florença, 4 de fevereiro de 2024) foi um futebolista sueco. Fez parte do elenco vice-campeão da Copa do Mundo de 1958 pela Suécia.

## Carreira

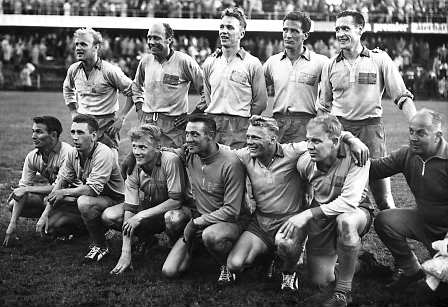
A Seleção Sueca vice-campeã mundial na Copa de 1958. Hamrin é o primeiro agachado, da esquerda para a direita

Iniciou sua carreira no futebol profissional quando tinha apenas dezesseis anos, no tradicional AIK. Em suas duas primeiras temporadas, muito devido a sua pouca idade, pouco atuou. Mas, a partir da sua terceira temporada, passou a ter grande destaque no futebol sueco, quando marcou 15 vezes em 22 duas partidas. Na temporada seguinte, nova impressionante média de gols, quando marcou 22 em 22 partidas, terminando como o artilheiro do campeonato. Já em sua quinta temporada no clube, disputou apenas doze partidas, mas marcando treze vezes.
Suas atuações no AIK não passaram despercebidas no resto do continente europeu, tendo recebido uma proposta para se transferir para o futebol italiano, com destino a Juventus, sendo aceita. Porém, sua única temporada no clube de Turim acabou sendo decepcionante, tendo Hamrin marcado apenas oito vezes em 23 partidas. Acabou sendo vendido ao Padova, onde permaneceria novamente apenas uma temporada, mas dessa vez com grande sucesso, tendo marcado vinte vezes em trinta partidas. O Padova conseguiria nessa edição sua melhor colocação na Serie A, terminando em terceiro.
Suas grandes atuações lhe renderam uma transferência para a Fiorentina, que tinha terminado na segunda colocação na última edição do campeonato, atrás apenas da Juventus, sua ex-equipe. Passaria suas próximas nove temporadas no clube, onde passaria a ter uma grande ligação, continuando a morar na cidade mesmo após sua aposentadoria. Durante o período, a Fiorentina viveria alguns dos seus melhores momentos em sua história, conquistando seu primeiro grande título europeu, a Recopa Europeia (na época, era considerado o segundo mais importante da Europa), além de duas Copas da Itália, entre outros títulos.
Após nove temporadas de grande sucesso, Hamrin se transferiu para o Milan (onde futuramente trabalharia como olheiro do clube durante dez anos), onde não teve o mesmo sucesso da época da Fiorentina, mas onde conquistou seu principais títulos durante suas duas temporadas, como seu único título italiano e, também sua única Copa dos Campeões da UEFA, além de mais um título da Recopa Europeia. Após suas grandes conquistas, seguiria para o Napoli, onde pouco atuaria, principalmente em sua primeira temporada. Após o Napoli, retornaria à Suécia, onde encerraria sua carreira no AIK.

### Seleção Sueca

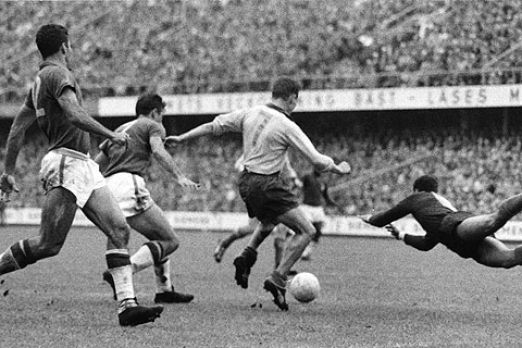
Divindo a bola com Gilmar, na final de 1958

Durante doze anos defenderia a Seleção Sueca, onde esteve presente em 32 partidas, marcando dezessete vezes. Seu grande momento defendendo a Seleção se deu na Copa do Mundo de 1958, quando terminou com o vice-campeonato, perdendo a final para o grande Brasil.
Foi um dos cinco jogadores suecos que atuavam no profissional futebol italiano na época da Copa - Nils Liedholm e Gunnar Gren eram do Milan, Lennart Skoglund jogava na Internazionale, Arne Selmosson na Lazio e Bengt Gustavsson, na Atalanta. Assim como eles, Hamrin poderia ter ficado de fora do mundial, uma vez que a Seleção Sueca prezava por jogadores amadores, como era o futebol do país. A mudança de pensamento só veio em prol de uma boa campanha para a Copa a ser realizada em casa, após um retumbante fracasso nas Eliminatórias para a Copa do Mundo de 1954, da qual o próprio Hamrin, ainda como jogador do AIK, fizera parte.
Hamrin foi titular durante toda campanha no Mundial, com grande importância, principalmente quando marcou os dois tentos da vitória sobre a Hungria na fase de grupo, contra a União Soviética nas quartas de final, e nas semifinais contra a Alemanha Ocidental. Na final, contra o Brasil, Hamrin não conseguira evitar a derrota por 5 a 2.

## Morte
Hamrin morreu em 4 de fevereiro de 2024, aos 89 anos. Ele foi o último jogador vivo, que participou da Final da Copa do Mundo FIFA de 1958.

## Títulos

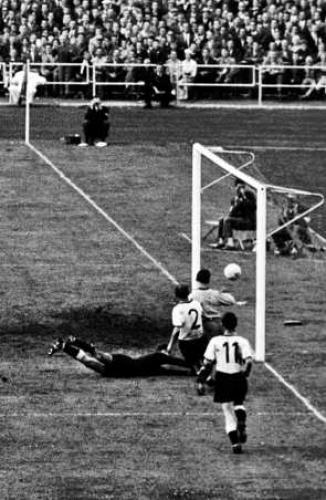
Marcando na semifinal de 1958, contra a Alemanha Ocidental.

Fiorentina
- Recopa Europeia: 1961
- Copa da Itália: 1961 e 1967
- Copa Mitropa: 1966

Milan
- Campeonato Italiano: 1968
- Recopa Europeia: 1968
- Copa dos Campeões: 1969

### Individuais
- Artilheiro do Campeonato Sueco: 1955 (22 gols)
- Copa da Itália: 1964 (4 gols); 1966 (5 gols)